# Assemblée des experts pour la constitution
 (août 2025).
Si vous disposez d'ouvrages ou d'articles de référence ou si vous connaissez des sites web de qualité traitant du thème abordé ici, merci de compléter l'article en donnant les références utiles à sa vérifiabilité et en les liant à la section « Notes et références ».
L'Assemblée des experts pour la constitution (en persan : مجلس خبرگان قانون اساسی) était une assemblée constituante mise en place après la Révolution iranienne afin de préparer et ratifier un projet, préalablement préparé, pour la Constitution de la République islamique d'Iran.

## Contexte
Le 18 juin 1979, le Conseil de la révolution islamique (en) avait dévoilé un projet de constitution rédigé par Hassan Habibi. Hormis le remplacement du chah par un président fort, sur le modèle gaulliste, ce projet ne différait guère de la constitution de 1906 et ne donnait  pas aux religieux un rôle important dans la nouvelle structure de l'Etat. Khomeini était prêt à soumettre ce projet, pratiquement sans modification, à un référendum national, ou à un conseil nommé de quarante représentants qui pourrait donner des conseils, mais non réviser le document. Les partis de gauche rejetèrent cette procédure et demandèrent que la rédaction de la Constitution soit soumise à une assemblée constituante.

## Composition
L'assemblée était composé de 73 membres dont quatre réservés pour les minorités ethnoreligieuses, le reste représentant les circonscriptions provinciales. L'élection des membres a été organisée par le Gouvernement provisoire de l'Iran en août 1979. Les résultats ont donné une victoire écrasante des disciples de Rouhollah Khomeini, ce qui a l'orientation politico-religieuse souhaité par l'ayatollah à la constitution, y compris sa théorie du Velayat-e faqih malgré la ferme opposition des minorités.
Ses travaux se sont étendus du 15 août au 15 novembre 1979 : la constitution a été ensuite approuvée lors d'un nouveau référendum en décembre de la même année.